# 蝙蝠携带的病毒
蝙蝠携带的病毒是指以蝙蝠为主要储蓄宿主、能够传染到其他生物的病毒，包括冠状病毒、汉坦病毒、亨尼巴病毒、狂犬病毒、埃博拉病毒等。

## 传播
蝙蝠携带的病毒可以经由其唾液传播，唾液、粪便和尿液雾化后也能够传播病毒。不只狂犬病毒，近年来一些新兴的病毒（例如伊波拉病毒、SARS病毒、中東呼吸綜合症冠狀病毒、嚴重急性呼吸綜合症冠狀病毒2型等）可由蝙蝠直接传染给人类。如果不加以诊断和治疗，狂犬病毒的病毒株感染人体到患者发病的潜伏期短则几小时， 多则数年。由于未意识到睡眠时被蝙蝠叮咬或是没有被叮咬的感觉，或者在阁楼、地下室、谷仓等封闭环境停留过久，多数患者并不知道自己曾被蝙蝠咬过，或是曾经接触过蝙蝠的分泌物。

## 蝙蝠对病毒的易感性
据信蝙蝠的栖息习惯、生殖周期、迁徙和冬眠等习惯令其具有对病毒的易感性。另外，人们已经发现蝙蝠相比其他哺乳动物更易持续感染，其原因据信是由于蝙蝠体内抗体的半衰期更短。蝙蝠相比人类等再感染抗性更高的哺乳动物，更容易重复感染相同的病毒。

## 蝙蝠与啮齿动物相比
比起啮齿动物，蝙蝠能够飞行，活动范围广泛，因此更易传播病毒。而那些在人类环境生存的蝙蝠，自然更容易令人类感染病毒。而啮齿动物的行动速度和范围均有限，在人类的建筑物中寻找季节性住所，其传播病毒的能力相比蝙蝠弱。

## 病毒分类

### 冠状病毒
2002年爆发、次年开始全球流行的非典型肺炎疫情和2012年爆发的中东呼吸综合征，其源头都指向蝙蝠。冠状病毒是一种正义单链RNA病毒，分为四个属，分别用希腊字母的前四个字母命名。其中，α-冠状病毒和β-冠状病毒可经由蝙蝠传播。
通过基因检测，科学家发现2019新型冠状病毒和在蝙蝠体内发现的病毒相似。后续研究发现该新型病毒可能从蝙蝠经由蛇类传染至人体，而华南海鲜市场贩卖的野味中包括了蝙蝠和蛇类。

### 狂犬病毒
尽管蝙蝠不是哺乳动物中唯一携带狂犬病毒的动物，但已有研究表明其可以传播狂犬病。在美国，蝙蝠平均每年感染人类一到两次狂犬病毒，令其成为该国狂犬病导致死亡的主要来源。而在全世界，犬类依然是狂犬病致人类死亡的主要源头，据世界卫生组织公布的资料，犬类传染给人类的狂犬病毒在所有动物中占99%。另外，同属犬科的北极狐也会传播北极狂犬病。

### 汉他病毒
汉他病毒通常见于啮齿动物和鼩鼱，但在非洲科特迪瓦和塞拉利昂两国的蝙蝠体内也发现了两种病毒。这两种病毒都是负义单链RNA病毒。

### 亨尼巴病毒
亨尼巴病毒属属于单股反链病毒目副黏液病毒科，下属五个种，全为RNA病毒。狐蝠和一些小蝙蝠是亨尼巴病毒的自然携带者。

### 丝状病毒
伊波拉病毒（Ebola virus）屬於絲狀病毒科，自然宿主也是蝙蝠，2013年開始於西非爆發的嚴重伊波拉出血熱疫情很可能是當地居民食用蝙蝠進而感染。此外属于丝状病毒的还有馬爾堡病毒（Marburg virus）。